# Villefranche-de-Panat
Villefranche de Panat é uma comuna francesa na região administrativa de Occitânia, no departamento de Aveyron. Estende-se por uma área de km², com 800 habitantes, segundo os censos de 1999.